# Katharina Magdalena Brückner

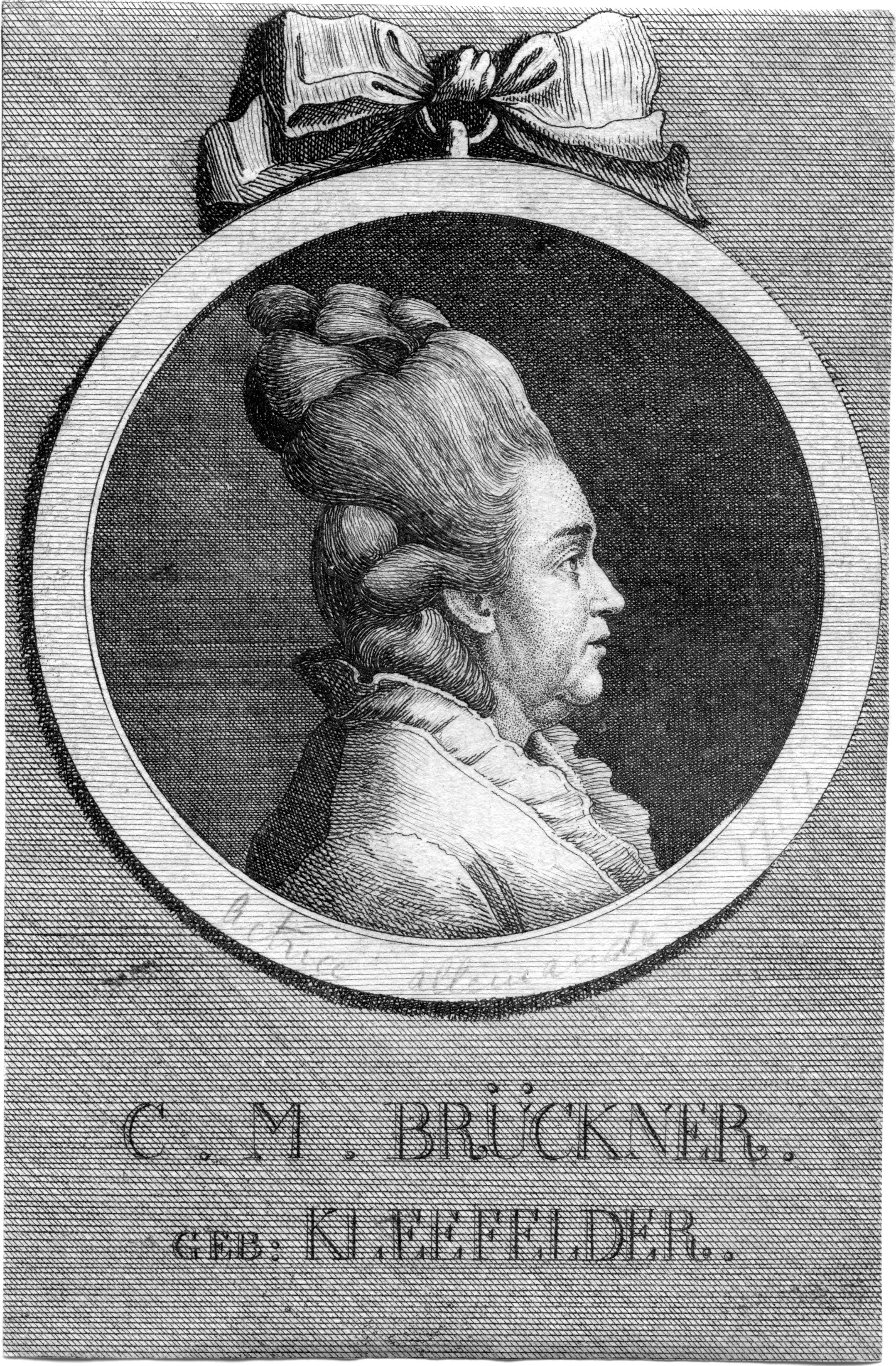
Katharina Magdalena Brückner Kleefelder

Katharina Magdalena Brückner, geborene Katharina Magdalena Kleefeld, auch Katharina Magdalena Klotzsch (* 1719 in Königstein bei Dresden; † 26. Dezember 1804 in Köthen) war eine deutsche Theaterschauspielerin.

## Leben
Sie betrat unter ihrem Mädchennamen Kleefeld 1741 in Dresden die Bühne. Sie gehörte daselbst lange Zeit der Neuberschen Gesellschaft an und zählte zu den besten Schauspielerinnen dieser berühmten Truppe. 1750 heiratete sie den Schauspieler Klotzsch und verehelichte sich nach dem Tode desselben 1754 in Breslau mit Johann Friedrich Brückner im Jahre 1756, nachdem sie 1754 in Berlin mit großen Beifall als „Clytemnestra“ in „Iphigenie“ bei der Kochschen Gesellschaft aufgetreten war. Mit dieser Schauspielergesellschaft machte sie weite Reisen und kehrte 1771 mit derselben wieder nach Berlin zurück. Nach Kochs Tod im Jahre 1775 spielt das Ehepaar Brückner bei der Karl Theophil Döbbelinschen Gesellschaft, die ab 1786 zum Ensemble des neugegründeten Berlin „Königlichen Nationaltheaters“ wird. Katharina Brückner wirkte hier ununterbrochen bis 1791. Am 8. Juli 1791 feierte sie ihr 50-jähriges Bühnenjubiläum. Der König zeichnete sie an diesem Abende besonders aus, ließ ihr ein bedeutendes Geldgeschenk reichen und bewilligte ihren vollen Gehalt als Pension. Ihr zunehmendes Alter veranlasste sie, sich gänzlich vom Theater zurückzuziehen. Sie begab sich mit ihrem Sohn nach Köthen, wo sie den Rest ihrer Tage in wohlverdienter Ruhe zubrachte. Sie starb daselbst am 16. November 1804.